# Reino de Xaém
O Reino de Xaém (em castelhano: Jaén), conhecido também como Santo Reino, foi um antigo reino (primeiro muçulmano e depois cristão) que compreendeu um território que coincide, aproximadamente, com a atual província de Xaém, na Andaluzia, sul de  Espanha.
Após tê-lo conquistado em março de 1018, Abderramão IV, califa de Córdova, deu-lhe o nome de Xaém. No século XIII, após várias tentativa fracassada, foi conquistado por Fernando III de Leão e Castela, tendo até então sido um reduto dos almóadas. Após vários tentativas de Fernando III, Alamão, com o objetivo de consolidar o Reino de Granada, rendeu-se, tornando-se vassalo à Fernando III, e entregou-lhe a cidade.
Depois disso, Xaém seria sede civil e eclesiástica do Alto Guadalquivir. O reino seria formado pelas cidades de Xaém, Úbeda, Baeza e Andújar, e as vilas de Arjona, Santisteban del Puerto e Iznatoraf, constituindo um território semelhante ao da atual província de Xaém. Alcalá la Real seria incorporada no século XIV. Após a divisão provincial de Javier de Burgos, na primeira metade do século XIX, Xaém perderia territórios que seriam cedidos à província de Cidade Real: Albaladejo, Terrinches, Puebla del Príncipe e Villamanrique.